# Nino Pršeš
Nino Pršeš (geboren te Sarajevo) is een Bosnisch zanger.

## Biografie
Na het beëindigen van de middelbare school ging Pršeš studeren aan de Muziekacademie van Sarajevo, met een focus op muziektheorie en -pedagogie. Zijn passie voor keyboard bracht hem in contact met verschillende artiesten, voor wie hij nummers componeerde. In 2001 bracht hij zijn eerste album uit, getiteld Ženi se. Dat jaar nam hij ook deel aan BH Eurosong, de Bosnische preselectie voor het Eurovisiesongfestival. Met het nummer Hano wist hij met de zegepalm aan de haal te gaan, waardoor hij Bosnië en Herzegovina mocht vertegenwoordigen op het Eurovisiesongfestival 2001 in de Deense hoofdstad Kopenhagen. Daar eindigde hij op de veertiende plaats.
Nadien ging het snel bergaf met zijn populariteit. In 2008 verhuisde hij naar Slovenië, waar hij zich concentreerde op het producen. Drie jaar later keerde hij terug naar Sarajevo, waar hij ging werken als technicus.
1993: Fazla · 
1994: Alma & Dejan · 
1995: Davor Popović · 
1996: Amila Glamočak · 
1997: Alma Čardžić · 
1999: Dino & Béatrice · 
2001: Nino Pršeš · 
2002: Maja Tatić · 
2003: Mija Martina · 
2004: Deen · 
2005: Feminnem · 
2006: Hari Mata Hari · 
2007: Marija Šestić · 
2008: Laka · 
2009: Regina · 
2010: Vukašin Brajić · 
2011: Dino Merlin · 
2012: Maya Sar · 
2016: Dalal & Deen feat. Ana Rucner & Jala
- International Standard Name Identifier: 0000 0004 2247 1938
- MusicBrainz: 8ea658bd-2767-4210-84ba-1de181e9bc04
- Virtual International Authority File: 305720389